# Bromoéthane
Le bromoéthane, ou  bromure d'éthyle, est un composé chimique de formule CH3CH2Br. Cet halogénoalcane se présente sous la forme d'un liquide incolore tirant sur le jaune à l'odeur d'éther, très volatil et très inflammable, susceptible de former des mélanges explosifs dans l'air, et peu soluble dans l'eau.
On le prépare de la même façon que les autres bromures d'alcanes, par addition du bromure d'hydrogène HBr sur de l'éthylène CH2=CH2 :
CH2=CH2 + HBr → CH3CH2Br.
Le bromoéthane est bon marché, disponible dans le commerce et est donc rarement préparé au laboratoire. On peut toutefois le préparer in situ en faisant réagir de l'éthanol CH3CH2OH avec un mélange d'acide sulfurique H2SO4 et d'acide bromhydrique HBr(aq), ou avec du dibrome Br2 et du phosphore via du tribromure de phosphore PBr3 produit sur place.
En synthèse organique, le bromoéthane est un équivalent synthétique du synthon carbocation éthyle Et+ ; il s'agit d'un concept théorique, car, dans les faits, on n'observe pas de tel cation.